# Línea 8 del Trolebús de la Ciudad de México
La Línea 8 del Trolebús de la Ciudad de México, anteriormente llamada Línea CP (Circuito Politécnico) es una línea de trolebuses que transita al interior de la Unidad Profesional "Adolfo López Mateos" (Zacatenco) del Instituto Politécnico Nacional sobre las avenidas Othón de Mendizábal Ote., Juan de Dios Bátiz, Manuel de Anda y Barredo, Wilfrido Massieu y Eje Central Lázaro Cárdenas (tramo Av. de los Cien Metros) haciendo Cierre de Circuito en la estación Terminal Zacatenco, comunicando así a la Unidad Profesional con la Estación Politécnico de la Línea 5 del Metro de la Ciudad de México.
El horario es de Lunes a Domingo de 06:00 a 22:00 hrs con un costo de $4.00.

## Estaciones
| Paradas del Circuito: |
| - Terminal Zacatenco - Edif. 1 ESIME - Edif. 2 ESIME - Edif. 4 ESIME - Edif. 6 ESIQIE - Edif. 8 ESIQIE - Edif. 10 ESIA - Edif. 11 ESIA - Biblioteca ESIA - Secretaria de Extensión y Difusión - Central Inteligente de Cómputo (acceso al "Edificio Inteligente" de la DCYC) - María Luisa Stampa Ortigoza - Frente ESCOM (Av. Juan de Dios Batiz acera Norte frente a ESCOM) - Av. Miguel Othón de Mendizábal - Frente Edificios Unidad Patera (Eje Central y acceso a la U.H. "La Patera Condomodulos") - Metro Politécnico Poniente (del lado del CETRAM) - Av. Montevideo - Otavalo - Av. Wilfrido Massieu - ESCOM - Metro Politécnico Oriente - Av. Miguel Othón de Mendizábal - Av. Central - Av. Juan de Dios Batiz - ESCOM - María Luisa Stampa Ortigoza - Central de Inteligencia de Computo (CIC) - Cancha de Entrenamiento "Pieles Rojas" - Frente Edif. 11 ESIA (Zona Deportiva frente a Edif.11) - Manuel de Anda y Barredo - Frente Edif. 8 ESIQIE (Av. Manuel De Anda y Barredo / Zona Deportiva frente a Edif. 8 ESIQIE) - Frente Edif. 6 ESIQIE (Zona Deportiva frente a Edif. 6 ESIQIE) - Frente Edif. 4 ESIME (Plaza "El Carrillón" frente a Edif. 4 ESIME) - Frente Edif. 2 ESIME (Zona Deportiva frente a Edif. 1 ESIME) - Frente Edif. 1 ESIME (Zona Deportiva frente a Edif. 1 ESIME) - CENLEX (acceso al CENLEX Zacatenco) - Planetario (acceso al Planetario "Luis Enrique Erro") - Centro de Formación e Innovación Educativa (antes CFIE hoy DFIE) - Escuela Nacional de Ciencias Biológicas (ENCB) - Cerrada Manuel Stampa - Escuela Nacional de Ciencias Biológicas (ENCB) - Calle Vía Ceti - Centro de Formación e Innovación Educativa (antes CFIE - hoy DFIE) - Av. de los 45 metros - Huacho (Acera Sur Av. Wilfrido Massieu esq. Calle Huacho, frente al CENLEX Zacatenco) - Oroya - El Queso (Acceso al Centro Cultural "Jaime Torres Bodet" ("El Queso"). - Terminal Zacatenco |